# Valeria Risi
Valeria Risi (* in Uruguay) ist eine uruguayisch-deutsche Fernsehmoderatorin und Schauspielerin.

## Leben
Valeria Risi wuchs zunächst zweisprachig auf. Sie ist die Tochter einer Journalistin und eines Geigers. Neben Spanisch und Deutsch beherrscht sie fließend Englisch, Italienisch, Französisch und Portugiesisch.
Nach einer vierjährigen Schauspielausbildung in Montevideo wirkte sie in Europa an diversen Theaterprojekten mit. Anschließend verbrachte sie ein Jahr an der École Jacques Lecoq in Paris. Seit 1998 moderierte Valeria Risi für VOX, RTL und die Deutsche Welle. Von September 2006 bis Ende 2008 war Valeria Risi das Gesicht des täglichen ARTE-Lifestylemagazins Chic. Zuvor moderierte sie im Wechsel mit Gert Scobel für das ZDF die Religionssendung Sonntags – TV fürs Leben. Seit 2012 ist sie wieder bei der Deutschen Welle zu sehen. 
Sie präsentiert außerdem europaweit Shows und Galas. 
Valeria Risi lebt in Paris und ist Mutter zweier Kinder (* 2003 und * 2008).